# Krummes Wasser
El Krummes Wasser o en baix alemany Duuknackich Water  (que signifiquen ambdós «Aigua tort») és un riu a Einbeck a l'Estat de Baixa Saxònia a Alemanya.
Neix a la frontera dels nuclis de Voldagsen i de Kuventhal de la confluència de l'Hillebach i de l'Stroiter Bach a una altitud de 173 metres damunt el nivell mitjà del mar i desemboca 5 km més avall a l'Ilme al sud de la ciutat d'Einbeck.

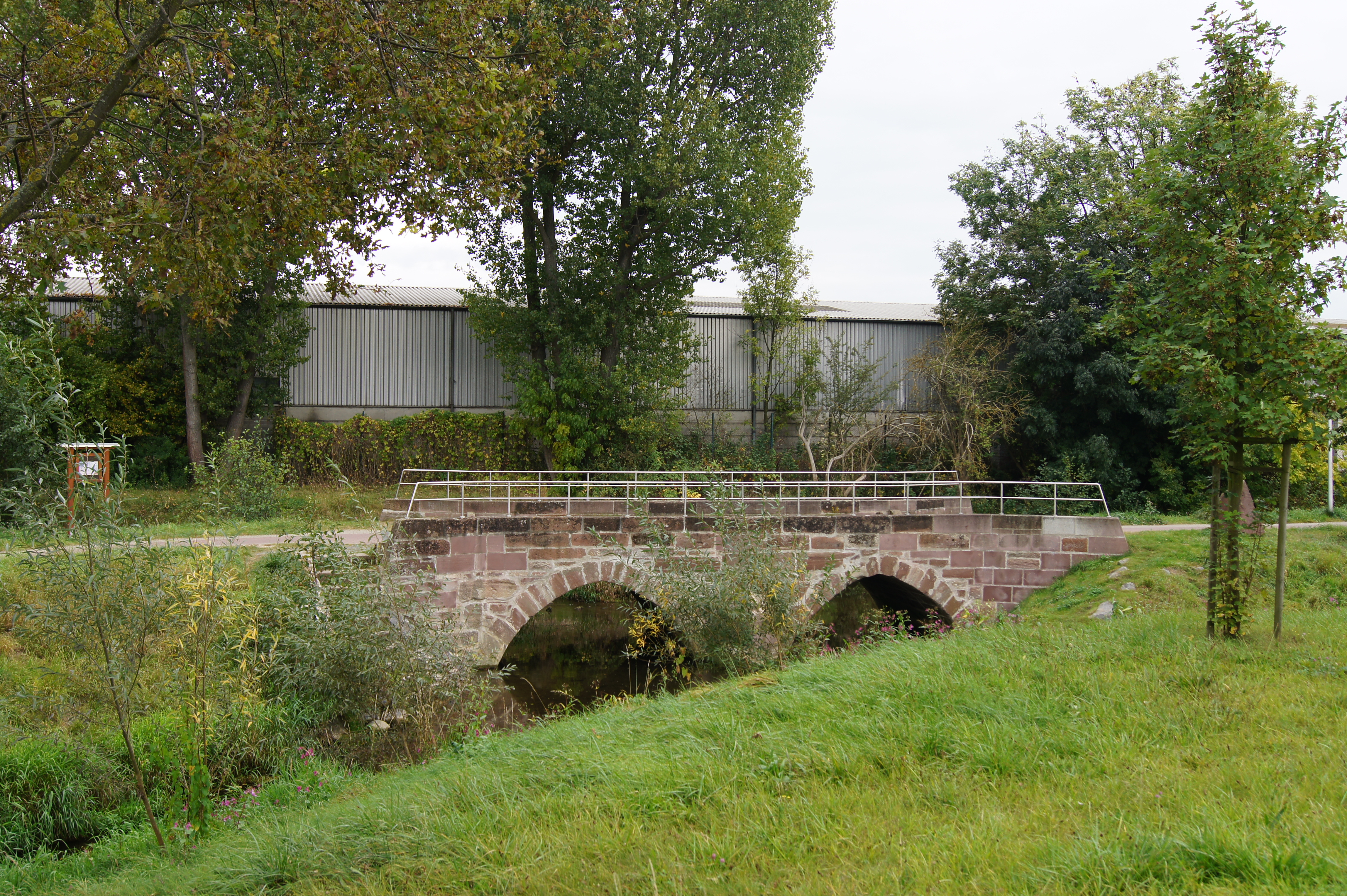
Pont a l'entrada d'Einbeck

Originalment, travessava el centre d'Einbeck, i formava la frontera entre el territori de l'església de la ciutat vella. Entre 1250 i 1300 el seu curs va ser desviat per a protegir la muralla que circumdava ambdós territoris. A prop de la torre Diekturm, on deixa les muralles, passa sota de l'aqüeducte del Mühlenkanal, un dels tres emblemes a l'escut de la ciutat.

## Afluents
- Hillebach
- Stroiter Bach
- Beke
- Wildes Wasser

## Galeria

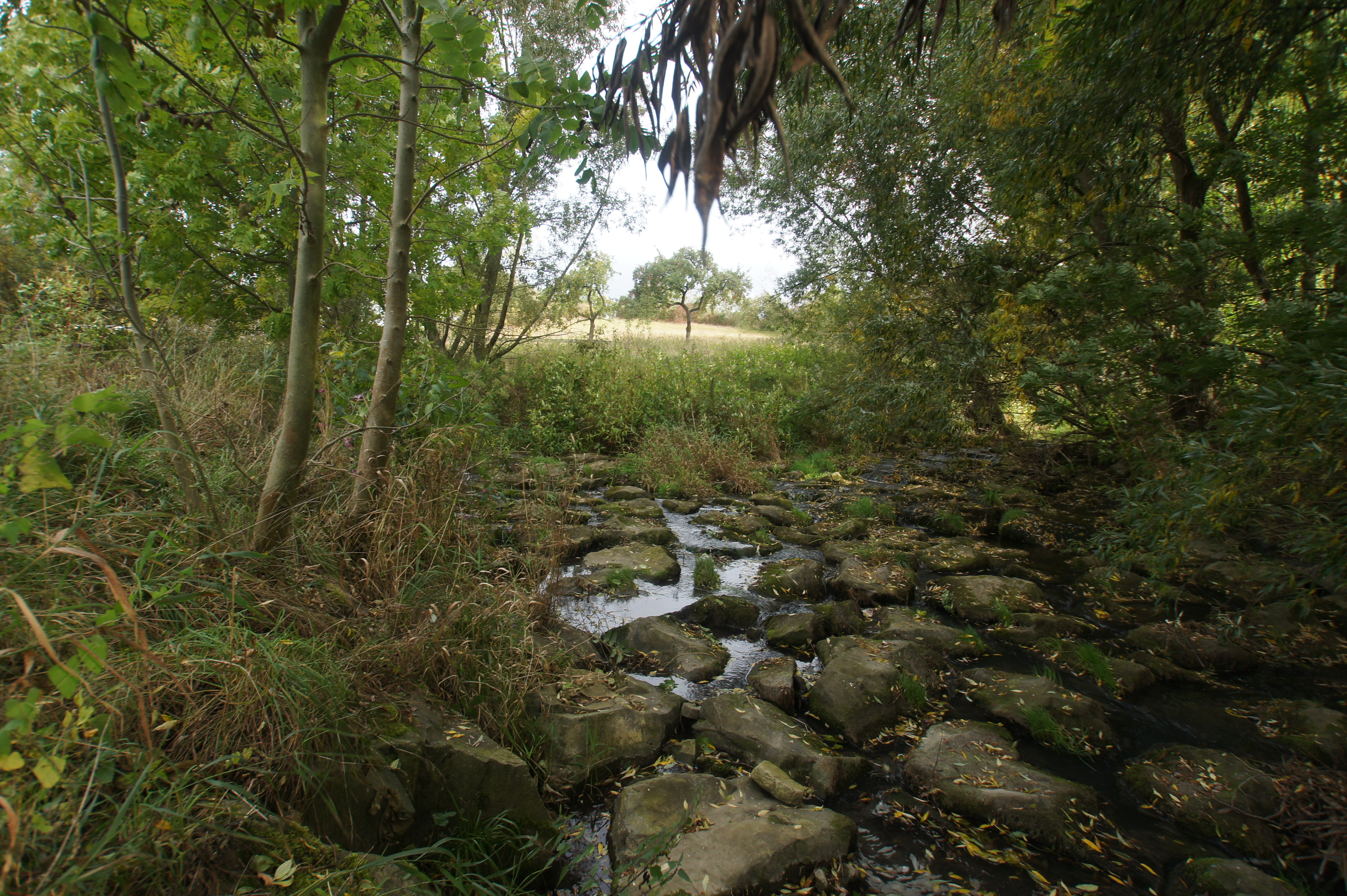
L'aiguabarreig de l'Hillebeek i de l'Stroiter Beek.
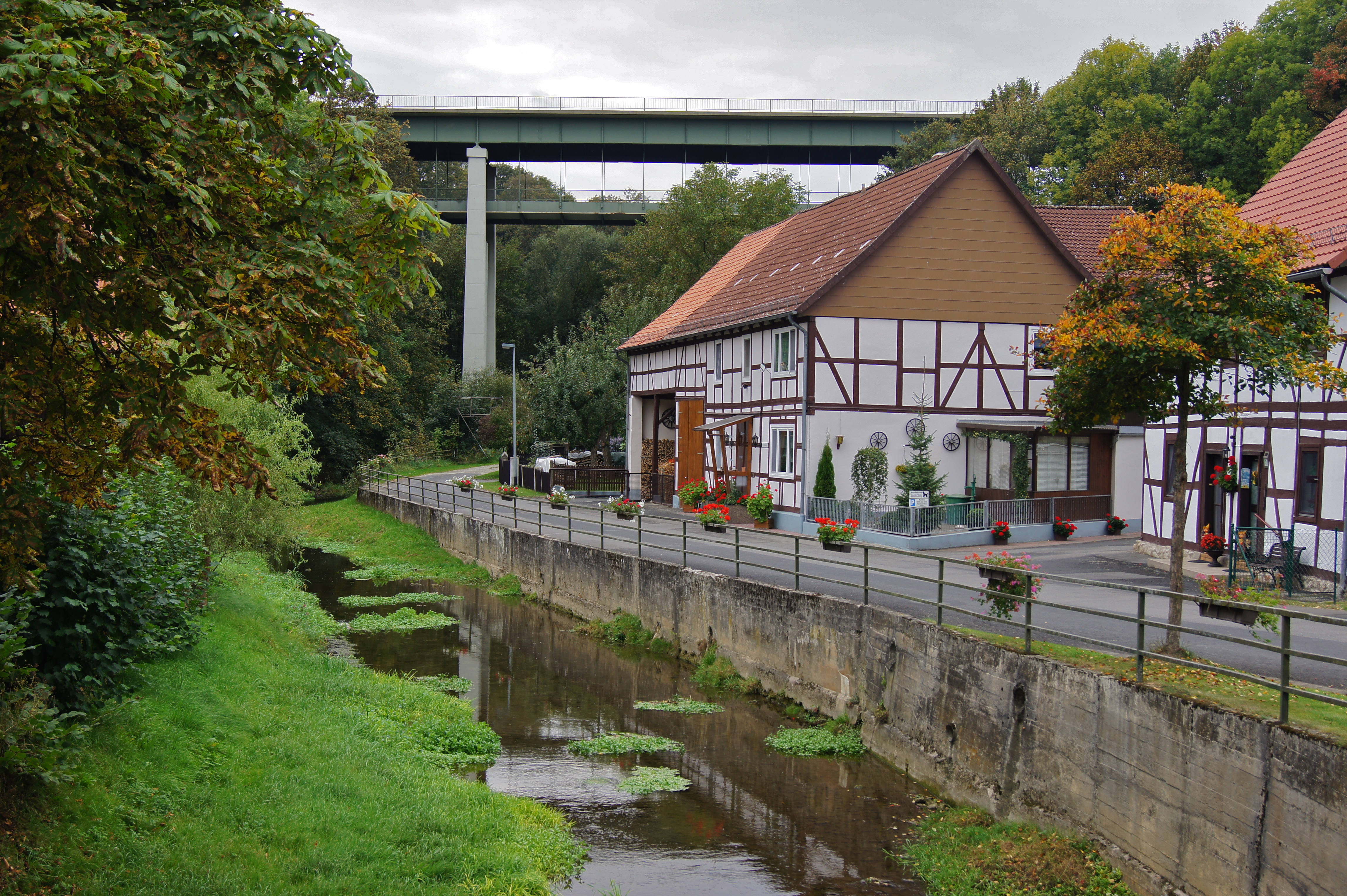
Sota el viaducte de la carretera B3.
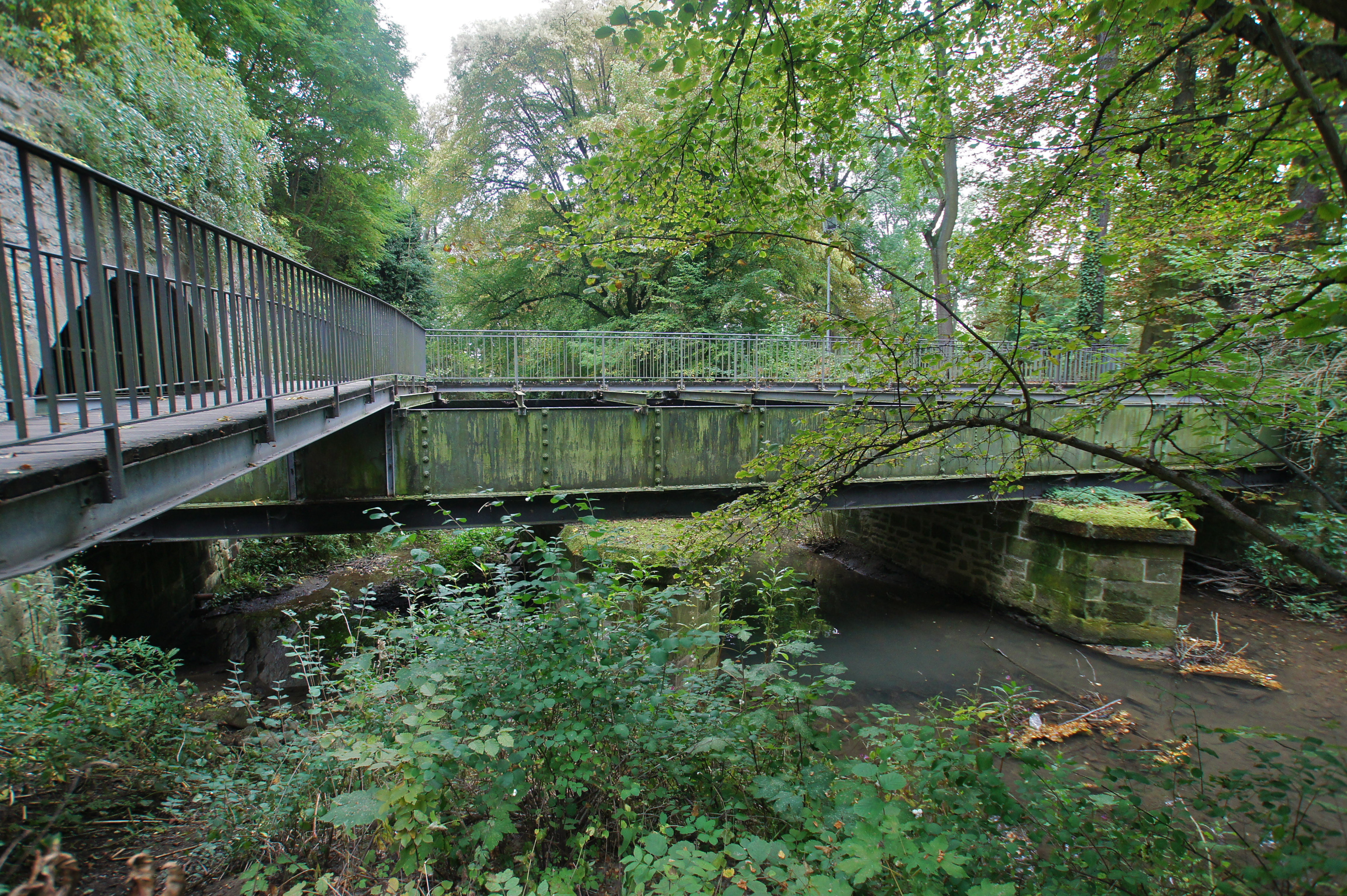
L'aqüeducte del Mühlenkanal.
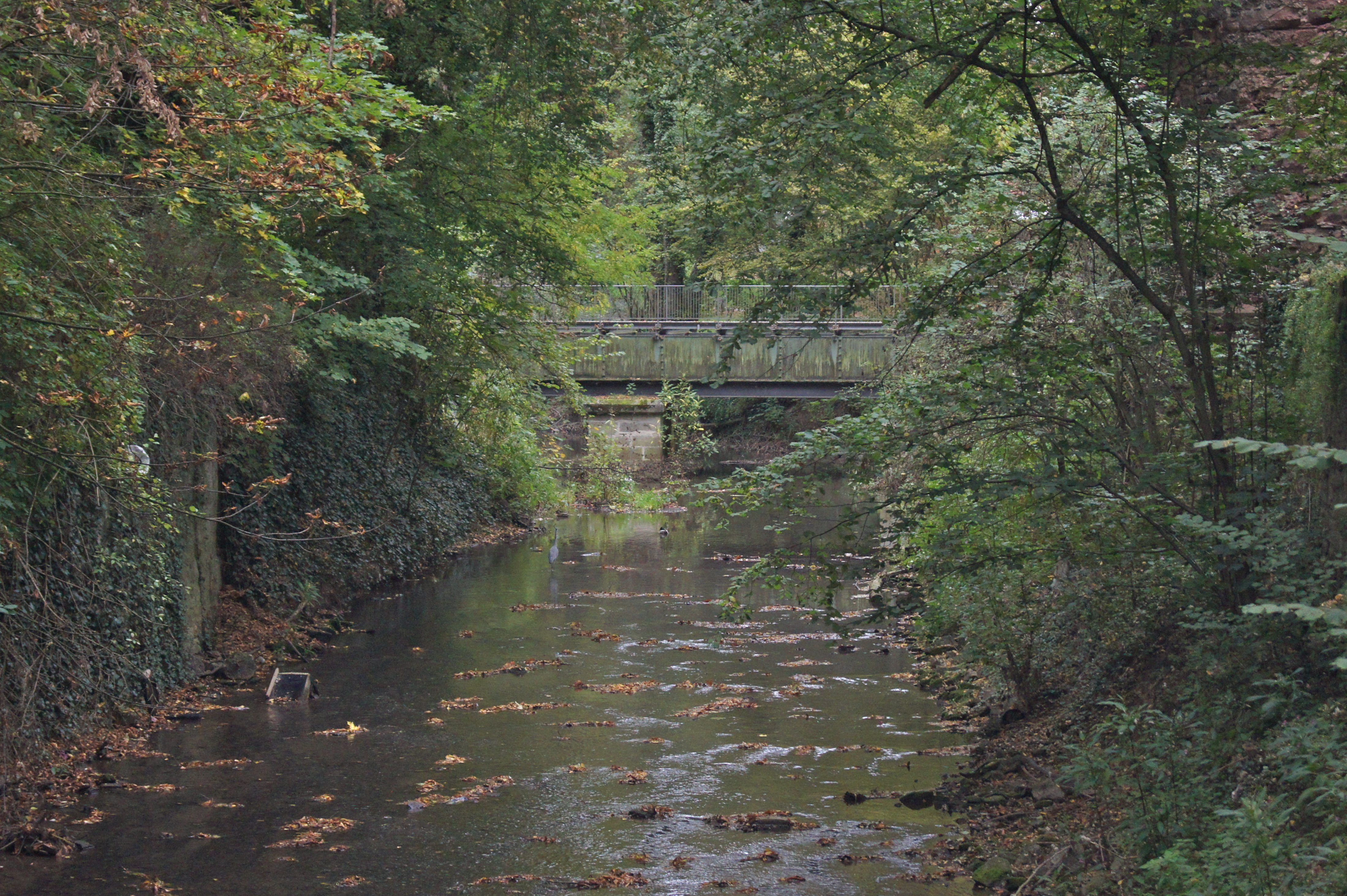
El riu en passar sota el Mühlenkanal.